# Abborrtjärnen (Bygdeå socken, Västerbotten, 712265-173217)
Abborrtjärnen är en sjö i Robertsfors kommun i Västerbotten och ingår i Dalkarlsåns huvudavrinningsområde.